# ملبورن (فلوریدا)
ملبورن (به انگلیسی: Melbourne) شهری در شهرستان بریوارد ایالت فلوریدا است که در سال ۱۸۸۸ بنیان‌گذاری شده‌است. این شهر طبق سرشماری سال ۲۰۱۰ میلادی، ۷۶٬۰۶۸ نفر جمعیت داشته و مساحت آن نیز ۹۱٫۹ کیلومتر مربع است.